# Lifelover
Lifelover var en musikgrupp från Stockholm, grundad av Kim "( )" Carlsson och Jonas "B" Bergqvist i juni 2005. De släppte en demo, fyra fullängdare och en EP/MCD. Debutalbumet Pulver gavs ut 2006 och blev snabbt något av ett fenomen inom black metal-scenen tack vare sitt udda sound. Lifelover låg tidigare på Avantgarde Music och skrev kontrakt med skivbolaget Osmose Productions inför utgivningen av det fjärde albumet, Sjukdom. 
Medlemmarna i Lifelover använde sig av pseudonymer, dock avslöjades alla medlemmars namn i samband med att bandet lades ner efter Bs död i september 2011. . Kim "( )" Carlsson är eller har varit verksam även i banden Hypothermia, Kyla och Life Is Pain. Jonas "B" Bergqvist medverkade under namnet "Nattdal" även i Dimhymn, samt tidigare i IXXI och Ondskapt.
Den 9 september 2011 dog B av en överdos, varpå bandet genomförde två avskedsspelningar och sedan lade ned. I februari 2012 publicerade Bs familj ett uttalande i vilket de meddelade att dödsorsaken var förgiftning och överdos. Det är inte känt exakt vilket preparat som var involverat, men familjens spekulation var att det rörde sig om en oavsiktlig överdos på bensodiazepiner, vilka B hade tagit i många år för generaliserat ångestsyndrom.
Bandet återupptog verksamheten 2015. Bandets texter handlar om misär, ångest, droger, hat och om samhället, med inslag av satir.

## Medlemmar
Senaste medlemmar
- ( ) (Kim Carlsson) – sång (2005–2011, 2015)
- H. (Henrik Huldtgren) – rytmgitarr (2006–2011, 2015)
- Fix (Felix Öhlén) – basgitarr (2007–2011, 2015)
- 1853 (Johan Gabrielson) – tal (2006–2011, 2015)

Tidigare medlemmar
- B (Jonas Bergqvist) – sång, gitarr, piano (2005–2011; död 2011)
- LR (Rickard Öström) – sång (2006–2011)
- Non (Joel Malmén) – trummor (2009-2010)
- Kral (Fredrik Kral) – trummor (2011)

Turnerande medlemmar
- R. – keyboard, sampling (2015–?)
- S. (Selin) – trummor (2007–2009)
- Fredric Gråby – gitarr (2015)

## Diskografi
Demo
- 2005 – Promo (kassett)

Studioalbum
- 2006 – Pulver (CD, 12" vinyl, kassett)
- 2007 – Erotik (CD, 12" vinyl)
- 2008 – Konkurs (CD, 2CD, 2 12" vinyl)
- 2011 – Sjukdom (CD, 12" vinyl)

EP
- 2009 – Dekadens (CD)